# Tulipa patens
Tulipa patens (укр. Тюльпан поникаючий, тюльпан патенс) — багаторічна рослина родини лілійних.

## Історія
Повний науковий опис виду опубліковано в 1829 році Йозефом Шультесом (1773—1831), хоча пріоритет відкриття цієї рослини за гербарними зборами з Алтаю належить шведському ботаніку Карлу Адольфу Агарду (1785—1859). Через рік Карл Фрідріх фон Ледебур описав його як тюльпан триколірний (Tulipa tricolor Ledeb.). Таку назву мають і найстаріші гербарні зразки, що зберігаються в Інституті ботаніки і фітоінтродукціі комітету науки Міністерства освіти і науки Республіки Казахстан (Алмати), зібрані Григорієм Кареліним і Іваном Кириловим на території Казахстану в 1840 році. У наступних довідниках Tulipa tricolor віднесений до синонімів Tulipa patens.

## Опис
Цибулина яйцеподібна, злегка видовжена у верхівці, до 1—1,5 см у діаметрі, з тонкокошкірястими бурими лусками, зсередини у верхівці і при основі опушеними притиснутими волосками. Стебло 10—25 см, голе, тонке, гладке. Листки в числі 2-3, лінійно-ланцетні або ланцетні, зазвичай відігнуті, голі, по краях гладкі або злегка війчасті, за висотою не перевищують або трохи перевищують квітку, нижній лист ширший, 4—10 мм. Квітка одиночна, рідше дві—три, в бутоні поникла. Листочки оцвітини білі або рожеві, іноді яскраві бузково-рожеві, завжди з жовтою плямою в нижній частині, 1,5—3 см завдовжки 4—10 мм завширшки. Тичинкові нитки жовті, шилоподібні, з волосистим кільцем біля основи, пильовики дрібні, 3-4 мм завдовжки, удвічі коротші ниток. Зав'язь трохи коротше тичинок з коротким стовпчиком. Плід — коробочка до 3,6 см завдовжки і 1,5 см завширшки, на верхівці злегка загострений. Число нормально розвинених насінин досягає 198. Розмноження насіннєве, рідко вегетативне.
Цвіте із середини квітня до кінця другої декади травня, плодоносить у червні.

## Екологія
Зростає в степах на щебенистих і глинистих схилах дрібносопочника і на солонцях на висоті 1400—2000 метрів над рівнем моря.

## Поширення
Тюльпан поникаючий в дикому виді зустрічається в Казахстані, Західному Сибіру та в передуральських областях Росії та в Сіньцзян-Уйгурському автономному районі Китаю.

## Охоронні заходи
Tulipa patens занесений до Червоної книги Казахстану та Червоних книг Алтайського краю, Башкортостану, Кемеровської, Новосибірської, Омської, Оренбурзької, Ростовської, Самарської, Саратовської і Челябінської областей в Російській Федерації. Частина популяції охороняється на території Наурзумського, Кургальджинського і Західно-Алтайського заповідників у Казахстані. Скорочення чисельності відбувається через господарську діяльність людини, перш за все, внаслідок оранки степів і випасу худоби.

## Культивування
Випробуваний в Ташкенті, Києві, Москві, Санкт-Петербурзі та інших містах Росії. У Казахстані успішно вирощується в Ріддері, Караганді і Алмати. Сіянці в експерименті вперше зацвітали на сьомому році життя.

## Використання
Високодекоративний вид, перспективний для альпінаріїв і ландшафтного озеленення, особливо форми з бузково-рожевими квітками. Даних про використання в селекції немає.